# Jamnícke sedlo
Jamnícke sedlo je široké holinné sedlo v nadmořské výšce 1910 m v hlavním hřebeni Západních Tater uzavírající Jamníckou dolinu. Nachází se mezi masívy Ostrého Roháče a Volovce. Pod sedlem jsou dvě Jamnícke plesá v nadmořské výšce 1839 a 1732 m.

## Rozhled
Ze sedla je pěkný rozhled na skupinu Baníkova, Roháčská plesa a Roháčskou dolinu.

## Turistika
Přes sedlo vede červená turistická značka od Sivého vrchu do Pyšného sedla a modrá turistická značka z ústí Úzké doliny.

## Fauna
V oblasti sedla je také lokalita výskytu endemitického sviště tatranského.

## Přístup
- Po  značce z Jamnícké doliny, trvání 4:40 hodiny
- Po  značce z Ostrého Roháče, trvání 0:45 hodiny
- Po  značce z Volovce, trvání 0:15 hodiny